# Chocão-carijó
O chocão-carijó (Hypoedaleus guttatus) é uma espécie de ave da família Thamnophilidae. É a única espécie do género Hypoedaleus.
Pode ser encontrada nos seguintes países: Argentina, Brasil e Paraguai.
Seus habitats naturais são florestas subtropicais ou tropicais húmidas de baixa altitude.
O nome chocão-carijó foi selecionado como nome vernáculo técnico para a espécie pelo Comitê Brasileiro de Registros Ornitológicos (CBRO) em 2021.